# Ivan Vrba
Ivan Vrba (* 15. Juni 1977 in Gottwaldov) ist ein ehemaliger tschechischer Bahnradsportler.
2002 belegte Ivan Vrba bei den UEC-Bahn-Europameisterschaften in Büttgen den dritten Platz im Teamsprint, gemeinsam mit Pavel Buráň und Arnošt Drcmánek. Bei den Europameisterschaften in Moskau im Jahr darauf wurde er Vize-Europameister im Omnium. Bei den UCI-Bahn-Weltmeisterschaften 2004 in Melbourne errang er die Bronzemedaille im Keirin. 2005 wurde er EM-Dritter im Teamsprint, mit Alois Kaňkovský und Adam Ptáčník, sowie Landesmeister im Sprint und Dritter in der Mannschaftsverfolgung.
Zweimal  startete Vrba bei Olympischen Spielen: 2000 in Sydney wurde er Elfter im Teamsprint, mit Buran und Martin Polák, und 2004 in Athen Zehnter im Keirin. 2005 beendete er seine Radsportlaufbahn.